# 戴安娜·法尔凡
戴安娜·米凯拉·法尔凡（西班牙語：Daiana Micaela Falfán；2000年10月14日—），阿根廷女子足球运动员，司职中场，目前效力于格拉纳达足球俱乐部和阿根廷国家女子足球队。她曾代表阿根廷参加2023年国际足联女子世界杯和2024年美洲女子金杯等多场国际赛事。